# Sigma Coatings

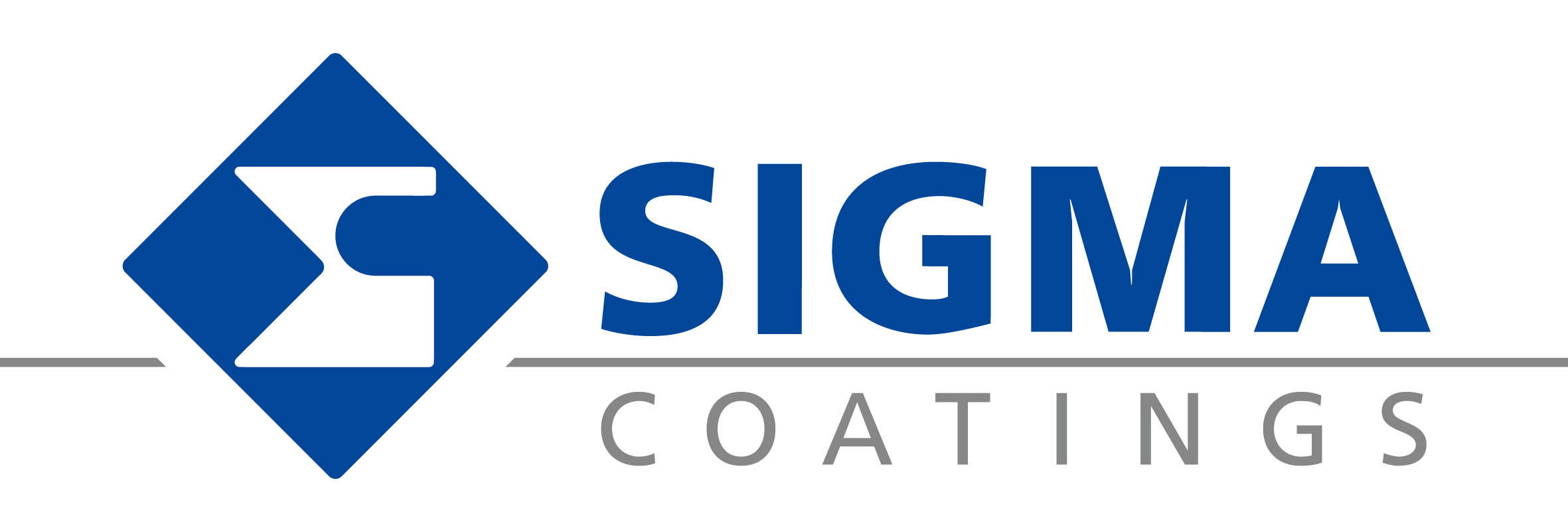
logo Sigma Coatings

Sigma Coatings jest pierwotnie holenderską firmą lakierniczą, która została założona w 1972 r. i została przekształcona w SigmaKalon w 1999 r., Jednak jej historia sięga aż 1722 roku Od 1 stycznia 2008 r. SigmaKalon wraz z Sigma Coatings należy do amerykańskiego PPG Industries.
Sigma Coatings to również marka farb należąca obecnie do PPG Industries.
Firma powstała po tym, jak belgijska firma naftowa Petrofina kupiła i połączyła trzy mniejsze firmy farbiarskie. Tymi firmami były:
- Pieter Schoen z Zaandam
- Varrosieau z Alphen aan den Rijn
- Vettewinkel z Amsterdamie

## Pieter Schoen
Pieter Schoen była firmą malarską z Zaan, która została założona w 1722 roku. Pierwotnie składała się wyłącznie z młynu służacego do mielenia składników farb De Gekroonde Schoen w Westzaan. W 1791 roku dołączono również młyn De Admiraal. Tutaj mielono suche pigmenty, takie jak drewno farbarskie, kredę, glinę fajkową, żółtą ochrę, marmur, kurkuma, proszek węglowy i niebieski kamień. Pigmenty były sprzedawane malarzom, którzy komponowali własną farbę. Zmieniło się to dopiero pod koniec XIX wieku. Nowe metody mielenia, takie jak młyny kulowe i nowe surowce, sprawiły, że przygotowanie lakieru stało się stopniowo specjalnością producenta. Początkowo w Holandii, również w regionie Zaan, działały setki producentów farb. Ostatecznie pozostało tylko kilku.
Po tym jak oba młyny zostały zniszczone przez pożar około 1888 roku, w Zaandam zbudowano drewniany magazyn o nazwie De Lelie. Został on zastąpiony kamiennym budynkiem w 1898 roku. Do szlifowania użyto silnika gazowego. Powstały farby w postaci pasty, które malarze mogli rozcieńczyć. Farby gotowe do użycia były produkowane dopiero od 1905 roku.
W 1913 r. miał miejsce poważny pożar magazynu, ale już w 1914 r. fabrykę odbudowano. Magazyny Albino, Moor i Regenboog zostały zbudowane obok De Lelie. Później przejęto również Ceres, pierwotnie przeznaczony na magazyn zboża. Nazwa firmy została zmieniona na Pieter Schoen & Son. W 1929 roku po wschodniej stronie wzniesiono pięciokondygnacyjny budynek z betonu, pierwszy betonowy budynek tej wysokości w Holandii. W 1942 roku zbudowano laboratorium naukowe.
W 1919 r. zbudowano również fabrykę spoiw, takich jak żywice syntetyczne pod nazwą N.V. Lak Industrie Nederland (LIN). Do 1950 roku był obsługiwany przez statek, a następnie ogrzewanym tankowcem. Stopniowo tworzono globalną sieć sprzedaży.
Zmieniono nazwę na Sigma – literę greckiego alfabetu „Σ”. Wybór tej litery nie był przypadkowy ponieważ jest ona pierwszą literą nazwiska Schoen. Zmiana została dokonana przede wszystkim ponieważ nazwisko Schoen było zbyt trudne do wymówienia za granicą.
Firma Pieter Schoen została kupiona w 1967 roku przez belgijską firmę naftową Petrofina. W 1972 roku fabryka farb stała się jednym z trzech filarów, z których powstało Sigma Coatings. Firma Pieter Schoen została zamknięta w 1993 roku.

## Vettewinkel
N.V. Vernis- en Verffabriek v / h H. Vettewinkel & Zn. została założona w Amsterdamie w 1809 roku. Firma znana jest ze swojego sloganu reklamowego: Verf van Vettewinkel („Farba ze sklepu ze smarem”). W 1970 roku połączyła się z Varossieau, tworząc International Coating Materials (ICM). Firma została przejęta przez Petrofinę w 1971 roku i stanowiła rdzeń oddziału Sigma Coatings w Amsterdamie.

## Varossieau
Spółka Varossieau & Cie. została założona w 1795 roku w Alphen aan den Rijn. Założycielem był jednym z potomków rodziny hugenotów, która uciekła do Holandii w 1700 roku. Louis Varossieau był malarzem, który, jak to było wówczas w zwyczaju, tworzył własne farby do malowania obrazów. W 1800 roku rodzina przeniosła się do Aarlanderveen. Syn Ludwika, Lodewijk, urodził się w 1800 r., Od 1822 r. wyspecjalizował się w produkcji lakierów i został producentem lakierów, a od 1851 r. także radnym Aarlanderveen. W 1862 roku fabryka została przekazana braciom van Rijn. Sam Louis był burmistrzem Alphen aan den Rijn w 1863 roku.
W 1901 roku przebudowano fabrykę na prawdziwą fabrykę z dużymi kominami. Firma była mocno ukierunkowana na eksport swoich produktów w Europie.
W 1946 r. dyrektorem firmy został Albert van Wersch z N.V. De Gooische Verffabriek. Dokonał on modernizacji, a w 1949 roku stworzył marki Histor i Historex (Historia Exit lub: przeszłość dobiegła końca). Postawiono również na design i stworzono piękne kombinacje kolorów. Tuż przed fuzją z Vettewinkel↑ w 1970 roku w Varossieau pracowało 470 osób.